# Capitanejo (Colombie)
Pour les articles homonymes, voir Capitanejo.
 (juillet 2018).
Si vous disposez d'ouvrages ou d'articles de référence ou si vous connaissez des sites web de qualité traitant du thème abordé ici, merci de compléter l'article en donnant les références utiles à sa vérifiabilité et en les liant à la section « Notes et références ».
Capitanejo est une municipalité située dans le département de Santander en Colombie. C'est l'une des villes de la province de García Rovira sur les rives du río Chicamocha. Elle est située à 197 km de la capitale départementale, Bucaramanga, à 35 km de Malaga capitale de la province et 136 km de l'autoroute Duitama City Route 55.

## Histoire
À l'époque préhispanique, la belle vallée de Chicamocha était peuplée par un groupe d'indigènes que les Espagnols appelaient chitareros et étendaient leurs dominions dans la majeure partie de la province actuelle de García Rovira, atteignant Pampelune et la partie occidentale de l'État de Táchira. Venezuela.
Les conquistadors qui sont venus sur le territoire où se trouve la ville de Capitanejo, ont trouvé un groupe de Chitareros indigènes, dirigé par « Don Bernabe », Cacique Chicamocha et en son honneur a donné le nom à ces Indiens Chicamocha, d'où le nom de la région, et le nom de la rivière, qui à l'origine s'appelait Rio Grande.
Le nom Chicamocha est un indigénisme, qui ressemble beaucoup à d'autres noms de la famille linguistique Chibcha, tels que Chibchacún et Chiminigagua, les dieux Muisca.
Ces savants aborigènes avaient déjà installé LA CUBAYA ou TARABITA, ce qui leur permettait de traverser en toute sécurité le Rio Grande, pour communiquer avec leurs voisins les Muiscas, Laches et Guanes.
L'administration de CABUYA a été exercée par les Indiens Chicamocha ; ils se sont défendus pendant la conquête et la colonie.
Le système de la cabuya ou tarabita subsiste encore à Capitanejo, parce qu'aujourd'hui il est encore utilisé pour traverser les rivières Chicamocha, Nevado et Servitá, dans les sentiers riverains où il n'y a pas de ponts. et il est également catalogué comme un sport extrême.
En 1597 un « Certificat Royal » donna aux Pères Dominicains la « doctrine » de la vallée de Chicamocha, où ils restèrent près de 200 ans, les Dominicains étant les premiers évangélisateurs de ces régions. Au début du XVIIe siècle, il a été établi dans la région, grâce aux avantages des terres accordées par le président Don Juan de Borja, trois immigrants canariens qui ont joué un rôle important dans la première érection paroissiale à Capitanejo : le Capitaine Don Bartolomé de Aguilar, le père Juan Bautista García et le neveu de Cristóbal Verde de Aguilar.
Ces hommes étaient les promoteurs de la fondation paroissiale, leur soutien et le début de la vie en tant que peuple dans cette région. Les trois hommes sont venus des îles Canaries une colonie espagnole à cette époque.
Nom de Capitanejo :

La récente ville conformée de chicamocha, s'est bientôt passée à s'appeler LE CAPITANEJO. Ce nom, dit le père Ismael Mejía dans ses notes inédites, a été donné par Don Cristóbal Verde de Aguilar qui détenait le titre de CAPTAIN et entretient une relation intime avec son titre. Cela signifie alors, à la similitude avec le CAPITAINE, en l'honneur de ses CAPITAINS fondateurs.

## Géographie
Capitanejo est situé à l'est du département. avec une extension de 81 km2. Il a une altitude moyenne de 1 090 m avec un climat chaud et sec à une température de 25 °C. Il est situé à 197 km de la ville de Bucaramanga par une route difficile qui relie les villes de San José de Miranda , Ville de Málaga. San Andrés, Guaca et la ville de Piedecuesta pour se rendre à la capitale. Bucaramanga La distance entre Capitanejo et Málaga Capitale de la Province est de 34,5 km avec un temps de trajet de 50 minutes. La distance de Capitanejo avec la capitale du pays Bogota est de 328 km de route goudronnée. avec un temps de trajet de 6 heures.

## Économie

### Économie
La production de Capitanejo est purement agricole, sa production principale est la culture du tabac, qui génère un grand mouvement économique dans la municipalité et les autres villes voisines, produit un revenu direct au paysan qui célèbre un contrat de vente avec les compagnies de tabac (Philip Morris International et British American Tobacco), qui sont chargés de fournir une assistance technique, des prêts de trésorerie pour l'entretien de la récolte ainsi que les fournitures de base et les outils et le bénéfice de la feuille.
Un commerce local est développé où la vente de produits et services est effectuée, représentée dans les épiceries et les épiceries, les restaurants dont la spécialité est la chèvre moite et la pepitoria, les hôtels qui répondent à la demande des visiteurs et des passants, snack-bars, pharmacies, fast foods et fritangas, quincailleries, misceláneas, papeteries, magasins de vêtements et de chaussures et comme une plus grande caractérisation des tavernes traditionnelles où la bière est consommée, boisson très désirée par la chaleur du climat, avec des lieux de détente comme le billard, les champs de bolus et les galleras fréquents qui caractérisent Capitanejo.
Des emplois indirects sont générés dans le transport des récolteurs et de la matière première, car le moment de la collecte et de la vente augmente le revenu économique des restaurants, des stations-service, des entrepôts et des dépôts alimentaires.
En ce qui concerne le commerce de détail, la municipalité est basée sur de petites épiceries, des magasins de vêtements informels, des boulangeries, des stations-service, des ateliers de menuiserie, des ateliers de décoration électrique, des cordonniers et des glaciers.

### Activité caprine et bovine
Les fermes d'élevage de Capitanejo jouent un rôle très important du point de vue économique, social et culturel. En économie, l'élevage est le principal revenu de nombreuses familles. Dans le social, l'élevage est présent dans la grande majorité des petites et moyennes exploitations, fournit des protéines à la population. Culturellement, les habitudes alimentaires des habitants comprennent généralement la viande, le lait et ses dérivés. Les fermes d'élevage de la municipalité sont représentées par des bovins à double usage (lait et jeunes), des bovins d'engraissement intégrés, des chèvres, des porcs, des chevaux de trait, des oiseaux pondeurs et des oiseaux de chair, principalement.

### Activité industrielle
Dans la municipalité, il n'y a pas d'activités industrielles. Il y a des activités minières autour de petites exploitations de matériaux rocheux provenant de carrières situées dans la municipalité de la municipalité, dans le reste de la municipalité il y a de petits établissements destinés à la production alimentaire tels que boulangeries, confiseries, produits laitiers et produits alimentaires. la consommation domestique.

## Culture et patrimoine
(14 juillet 2018).

### Tourist activity
Due to its climatic characteristics, the municipality offers visitors natural spaces such as the beaches of Chicamocha, Servitá, Tunebo and Río Nevado. Within its tourist infrastructure, the municipality has 4 hotels and 4 residences for the visitors' hostel. There are also two recreational sites and several resting places where visitors can enjoy sunny days and savor the typical dish of the region (sweaty Cabro).
It is the tourist destination of the province of García Rovira. The typical dishes are the cabro, the tamale, and the mute santandereano, which are offered to its visitors.
Celebrate the festivities of San Bartolomé in the month of August. The Feasts of the Virgen del Carmen on July 16. Christmas carnival from December 24 to December 31.
The indigenous handicrafts are : ceramics, baskets in cane brava, cotizas de fique, mats in reed and straw hats.

### The sites of interest
The Temple of San Bartolome Apostol, the hot springs of San Francisco, the Chicamocha Canyon, the Cascade of La Loma, the House of Culture, the Chicamocha River Beaches, the Temple of the Divine Child, Viewpoint and Chapel of the Sacred Heart, Spas, La Chorrera Waterfall, the Chicamocha River, The Hoya Grande Viewpoint, The Sanctuary of Saint Cristo del Carmen, among others.
In their parties carnivals, popular festivals, exhibitions, typical dances and gunpowder are made.

It is a place of Santandereano folklore, like guitar music of the 70s and 80s, one of its main representative songs is "María Antonia" composed by Jose A. Morales, has great artists and entrepreneurs.